# Antarktiszi-lemez

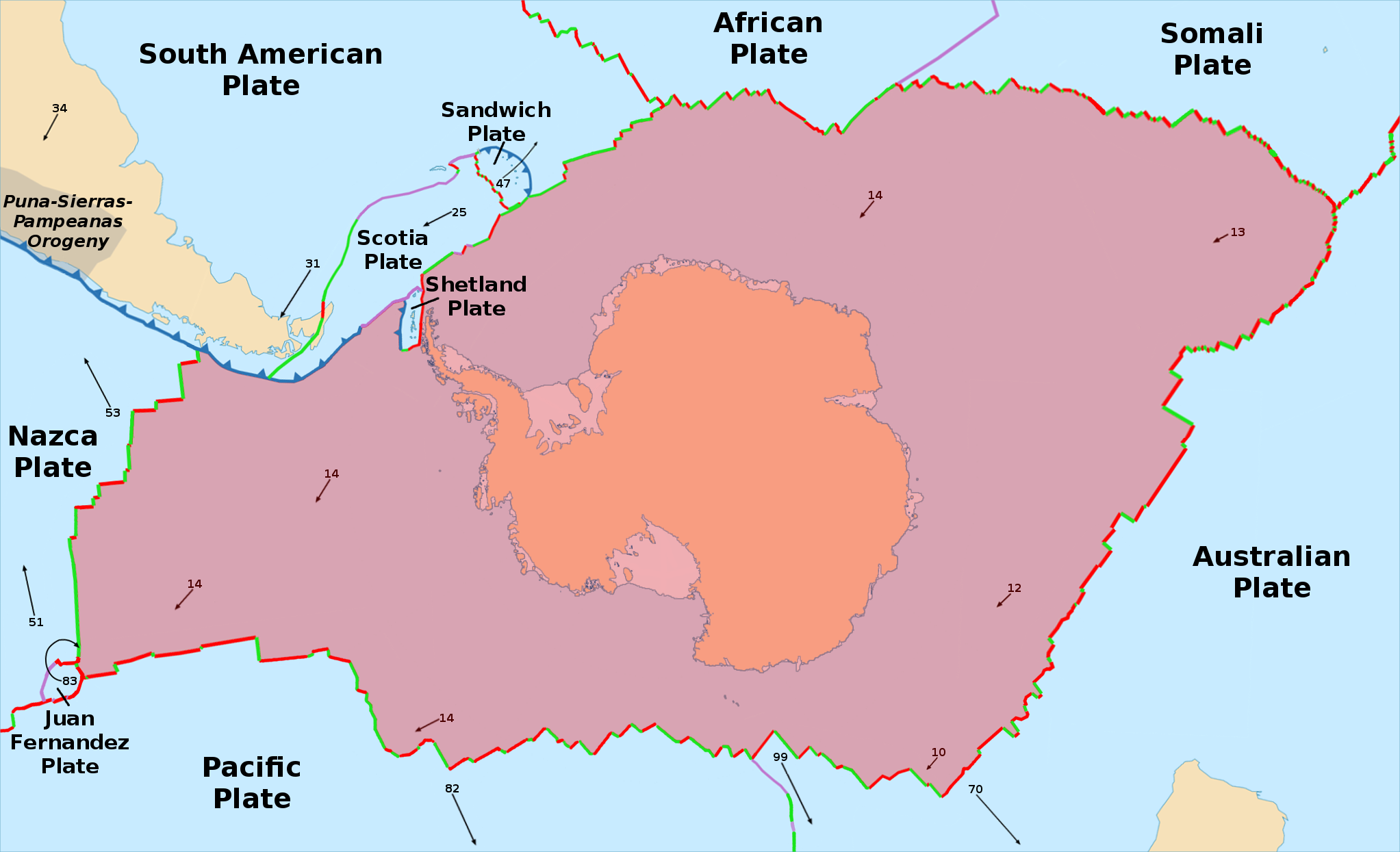
Az Antarktiszi-lemez

Az Antarktiszi-lemez a földkéreg egyik nagylemeze, amelynek területe mintegy 60 900 000 km², mozgásának iránya északnyugati, sebessége 11-14 mm/év, ez a lemez esetében úgy értelmezhető, hogy az Atlanti-óceán irányában mozdul el a lemez. A lemez elsősorban Antarktika kontinensét és a még nem teljesen elfogadott Déli-óceánt hordozza magán, valamint közel harmadát az Indiai-óceán medencéjének. A lemez speciális abból a szempontból, hogy határainak kb. 95%-át széttartó, divergens lemezszegélyek alkotják.

## Határai
A lemezhatárait tehát döntő többségben növekvő lemezperemek alkotják. Az Afrikai-lemezzel az Atlanti-Indiai-hátság mentén határolódik, majd kelet felé haladva ez folytatódik az Délnyugati-Indiaióceáni-hátságban, ahol már a Szomáliai-lemez a szomszédja. Ez követően a Középső-Indiaióceáni- és a Délkelet-Indiaióceáni-hátság határolja el az Ausztrál-Indiai-lemeztől. A Csendes-óceán hullámai alatt hosszan határos a Csendes-óceáni-lemezzel a Csendesóceán-Antarktiszi-hátság és a Keleti-Csendesóceáni-hátság mentén. A Chilei-hát pedig a Nazca-lemezzel jelöli ki a határvonalát. A Dél-amerikai-lemez nyugati oldalával azonban már egy alábukási zónával a Chilei-árokban érintkezik. Az árok folytatódik határként a Scotia-lemez felé is, majd Shackelton-törésöv névre vált. Itt nyúlik be a lemez testébe a Shetland-mikrolemez, amelynek mind növekvő, mind alábukó zónájával határos. Ezután megint a Scotia-lemezzel határos, és végül az Amerika-Antarktiszi-hátság határolja el megint a Dél-amerikai-lemeztől.

## Földtörténet
Az Antarktiszi-lemez speciális abból a szempontból is, hogy a kontinentális részét vastag jégtakaró borítja így megnehezítve a földtörténetének kutatását. A lemez legnagyobb részét ősi kratonok alkotják, a lemez alapvetően két részre osztható: Kelet-Antarktisz és Nyugat-Antarktisz. A keleti részt a Kelet-Antarktiszi-ősföld alkotja, ami archaikumi és proterozoikumi magmás és metamorf kőzetekből áll, valamint fellelhetőek közép és újidei lemezbelsői vulkanizmusok maradványai. A lemez e része igen stabil, szemben a nyugati felével. A nyugati rész több kisebb ősi kratonból áll össze, amelyek a viszonylag könnyen mozogtak a földtörténet során. Gondwana szétesésekor először eltávolodtak keleti résztől, majd mintegy 65 millió évtől elkezdték felgyűrni a Transzantarktiszi-hegység láncait. A középidőben a klímája jóval melegebb volt, amit a dinoszauruszmaradványok és a szénlelőhelyek bizonyítanak. Afrika és India mintegy 100-110 millió éve vált el, Ausztrália 55-60 millió éve, Dél-Amerika pedig mintegy 30 millió éve vált el a Drake-átjáró kinyílásával. Ekkortól kezdett a kontinens eljegesedni.

## Kerguelen
Miközben a lemez elszakadt a szomszédos lemezektől, erős vulkanizmus jellemezte. Az egyik ilyen a Kerguelen-forrópont, amely vulkanizmusa olyannyira aktív és hosszan tartó volt, hogy létrehozott egy Japánnál is nagyobb szárazföldet az Indiai-óceán déli részén. A mikrokontinens kialakulása mintegy 130 millió éve kezdődött, és a többszakaszos hosszú aktivitás után mintegy 20 millió éve csendesedett le. A terület ezután lassan elsüllyedt, akárcsak a mitológiai Atlantisz, mára csak legmagasabb részei maradtak a vízfelszín fölött apró szigetek formájában.